# 弥次ヶ湯古墳
弥次ヶ湯古墳（やじがゆこふん）は、鹿児島県指宿市十二町に所在する古墳時代中期後半～後期前半の古墳。指宿市指定史跡。現在確認されている範囲で、日本列島古墳文化圏の最南端に位置する古墳とされる。

## 概要
薩摩半島南部、鹿児島湾（錦江湾）入口に臨む活火山「池田山川」の東側山麓に広がる海抜4〜6メートルの火山性扇状地末端に位置する。古墳のある場所は市営住宅（野次ヶ湯団地）の敷地内となっており、西側にはJR指宿枕崎線が隣接する。

## 調査
遺跡の周辺は、周知の埋蔵文化財包蔵地「敷領遺跡」として知られており、1996年（平成8年）に市営住宅建設に伴い指宿市教育委員会により発掘調査が行なわれ、奈良～平安時代の建物遺構等が発見されていた。
1998年（平成10年）に、北隣にもう1棟団地を建設する計画が起こり、発掘調査が行なわれた。当初古墳の存在は想定されていなかったが、地表面から約30cmで「青コラ（7世紀第4四半期に降下した開聞岳の火山灰）」の2次堆積層に覆われた周溝と墳丘が発見された。調査区西端では墳丘の約1/2が顔を出しており、残り半分は道路下に隠れ発掘できなかったが、地下レーダー探査により円墳であることが判明した。周溝からは成川式土器を主体とする土器片（甕、鉢、壺、高坏、坩、ミニチュア土器など）約800点が出土した。埋葬施設はすでに削平されたためか検出されなかった。
2004年（平成16年）3月15日、指宿市の史跡に指定された。

## 列島最南端の円墳
薩摩半島・大隅半島西部を中心とする、九州南部の古墳時代地域社会は、土壙墓を一般的な墓制とし、前方後円墳などの高塚古墳が一部（志布志湾岸など）を除いて存在しない「古墳の空白地帯」とされていた。その中で弥次ヶ湯古墳は、局地的ではあるが古墳の分布圏が薩摩半島南端まで広がっていたことを示す重要な遺跡となった。
現在は埋め戻され、弥次ヶ湯団地内の公園として保存されている。